# ロストム・ツェレテリ (軍人)
ロストム・グリゴリス・ゼ・ツェレテリ（グルジア語: როსტომ გრიგოლის ძე წერეთელი、グルジア語ラテン翻字: Rostom Grigolis dze Tsereteli、1848年1月15日 – 1924年）は、ジョージアの軍人。露土戦争（1877年–1878年）と日露戦争（1904年–1905年）に参加。

## 生涯
クタイシ古典ギムナジウム卒業。第16ミングレル擲弾兵連隊に従軍。1905年、第44ニジェゴロド竜騎兵連隊で一時的に指揮を執った。1905年から1908年まで第10ノヴォ＝インゲルマンランド歩兵連隊を指揮。1908年、大佐の階級で現役を辞任し、恩給の資格を持つ予備役となった。その後、クタイシに居住。
第一次世界大戦中の1914年、ツェレテリは少将として現役軍務に復帰。「ニコライの娘オリガ大公女の衛生列車」の長に任命され、ニコライ2世に近い位置に就いた。
1918年、南コーカサスがロシア帝国から独立してグルジア民主共和国が建国されると、ツェレテリは以降はグルジア民主共和国の陸軍に入った。1921年2月、赤軍のジョージア侵攻において、ツェレテリはウラジカフカス＝ダリアリ方面軍を指揮。1824年、ジョージア貴族に対する大規模な弾圧の最中で死去。